# Virgichneumon seticornutus
Virgichneumon seticornutus är en stekelart som först beskrevs av Heinrich 1971.  Virgichneumon seticornutus ingår i släktet Virgichneumon och familjen brokparasitsteklar. Inga underarter finns listade i Catalogue of Life.